# Hjuksebø Station
Hjuksebø Station (Hjuksebø stasjon) er en tidligere jernbanestation, der ligger i Sauherad kommune i Norge. Stationen ligger ved den nordlige ende af Bratsbergbanens og Sørlandsbanens fælles strækning, og det var tidligere muligt at skifte tog her.

## Historie
Stationen blev oprettet 13. december 1917, da Tinnosbanen blev forbundet med Bratsbergbanen i 1917. Den blev fjernstyret 29. november 1984 og mistede bemandingen i 2012, efter at Bratsbergbanens tog var ophørt med at betjene stationen i 2004. Sørlandsbanens tog var ophørt med at stoppe der nogle år før, og al passagerudveksling mellem de to baner foregik derfor på Nordagutu Station. Der forekommer dog stadig planmæssige krydsninger i Hjuksebø.
Tilbage i mellemkrigstiden var stationen et vigtigt knudepunkt for person- og godstrafik med ca. 30 daglige ankomster. Sovevognen mellem Rjukanbanen og Oslo blev koblet af i Hjuksebø og koblet på toget mod Tinnoset eller Oslo. Fra 1920’erne til 1980’erne var Hjuksebø desuden udgangspunkt for en af Norges korteste strækninger for lokaltog. Fra morgen til aften kørte der lokaltog til og fra Notodden med stop efter behov i Tinnan, Trykkerud og Tinnegrend. Strækningen er 9,5 km lang og tog ca. 10 minutter i 1980'erne.
Der kørte særlige godstog fra Oslo Vest og Drammen til Hjuksebø, hvor vognene til og fra industrierne i Notodden blev koblet fra og sendt videre i egne tog. Godstogene fungerede også som lokale blandettog. I 1930'erne medtog de således personvogne mellem Hokksund og Kongsberg og omvendt.
Stationen huskes også for Hjuksebøulykken i 1950, hvor to godsvogne lastet med telefonpæle løb løbsk på stationsområdet. 14 personer omkom, da godsvognene stødte sammen med et af Sørlandsbanens eksprestog. 
Stationens pakhus er fredet i Nasjonal verneplan for kulturminner i jernbanen, mens stationsbygningen og parken med mindestøtten over ingeniøren Johan Theodor Wæhre er fredet midlertidigt, indtil der er foretaget en ny vurdering.